# Lionel Roux
Pour les articles homonymes, voir Roux.
Lionel Roux, né le 12 avril 1973 à Lyon, est un joueur de tennis français, professionnel de 1991 à 2003. Il s'est ensuite reconverti en entraîneur, puis dirige depuis 2016 l'Open Sopra Steria à Lyon, un tournoi du circuit Challenger.

## Biographie

### Carrière sportive
Sa carrière est marquée par l'édition 1994 du tournoi de Salem, à Osaka, dont il a atteint la finale après avoir éliminé successivement Ivan Lendl no 17, Aaron Krickstein no 23 et Henrik Holm no 53, alors qu'il était seulement 246e mondial, ne s'inclinant donc qu'en finale contre Pete Sampras. Il atteint le meilleur classement de sa carrière, une 48e place, en mars 1995, peu de temps avant de perdre les points ATP qu'il avait acquis lors de cette finale.
C'est encore au Japon, au tournoi de Tokyo classé Championship Series (actuel 500 Series), qu'il dispute sa deuxième finale en 1997. Il perd 2 sets à 1 en finale contre Richard Krajicek, après avoir battu notamment Boris Becker et Thomas Johansson aux tours précédents. La même année, il réalise ses meilleures performances en Grand Chelem, en atteignant le 3e tour à Roland-Garros et à l'US Open.
Il compte deux victoires sur le top 10 Michael Stich no 4 mondial à Paris-Bercy en 1994 et à Bâle en 1997 Carlos Moyà no 5.
Il fait partie des quelques joueurs qui ont pu enregistrer une victoire sur Björn Borg lors de sa deuxième carrière.
En 1997 il perd le 5e match décisif contre la Belgique en barrage de Coupe Davis, l'équipe de France sera relégué, c'est son unique match dans cette compétition.

### Reconversion
Après sa retraite sportive, Lionel Roux est ensuite devenu l'entraîneur de son compatriote Michaël Llodra pendant plusieurs années.
De 2009 à 2015, il est l'entraîneur de l'équipe de France de Coupe Davis sous les capitanats successifs de Guy Forget et Arnaud Clément. Il vivra deux défaites en finale en 2010 et 2014.
Il est consultant pour le groupe Canal+ depuis la fin de sa carrière de joueur. En 2016, il commente les matchs de tennis des Jeux Olympiques de Rio sur les chaînes du Groupe Canal+.
En 2016, il relance le tournoi de tennis de Lyon sous la forme d'un tournoi challenger[réf. souhaitée].

### Vie privée
Lionel Roux est marié puis divorcé et père de trois garçons. 

## Palmarès

### Finales perdues en simple (2)
| No | Date       | Nom et lieu du tournoi                 | Catégorie           | Dotation  | Surface    | Vainqueur        | Score         |  |
| -- | ---------- | -------------------------------------- | ------------------- | --------- | ---------- | ---------------- | ------------- |  |
| 1  | 28-03-1994 | Salem Open, Osaka                      | World Series        | 625 000 $ | Dur (ext.) | Pete Sampras     | 6-2, 6-2      |  |
| 2  | 14-04-1997 | Japan Open Tennis Championships, Tokyo | Championship Series | 935 000 $ | Dur (ext.) | Richard Krajicek | 6-2, 3-6, 6-1 |  |

## Parcours en Grand Chelem

### En simple
| Année | Open d'Australie | Open d'Australie  | Internationaux de France | Internationaux de France | Wimbledon       | Wimbledon      | US Open         | US Open          |
| ----- | ---------------- | ----------------- | ------------------------ | ------------------------ | --------------- | -------------- | --------------- | ---------------- |
| 1992  | —                | —                 | 1er tour (1/64)          | Michael Stich            | —               | —              | —               | —                |
| 1993  | —                | —                 | 1er tour (1/64)          | Goran Prpić              | —               | —              | —               | —                |
| 1994  | Q2               | Chris Garner      | 2e tour (1/32)           | Patrick Rafter           | —               | —              | —               | —                |
| 1995  | 1er tour (1/64)  | Cristiano Caratti | 1er tour (1/64)          | Wayne Ferreira           | 1er tour (1/64) | Michael Chang  | 1er tour (1/64) | Aaron Krickstein |
| 1996  | 1er tour (1/64)  | Adrian Voinea     | 2e tour (1/32)           | Petr Korda               | —               | —              | —               | —                |
| 1997  | 2e tour (1/32)   | Arnaud Boetsch    | 3e tour (1/16)           | Marc Rosset              | 1er tour (1/64) | Brett Steven   | 3e tour (1/16)  | Patrick Rafter   |
| 1998  | 1/8 de finale    | Marcelo Ríos      | —                        | —                        | —               | —              | 1er tour (1/64) | Nicolas Kiefer   |
|       |                  |                   |                          |                          |                 |                |                 |                  |
| 2000  | Q3               | Fredrik Jonsson   | Q2                       | Christian Vinck          | Q2              | Olivier Rochus | —               | —                |
| 2001  | Q2               | J.-R. Lisnard     | Q1                       | Martin Lee               | —               | —              | —               | —                |
|       |                  |                   |                          |                          |                 |                |                 |                  |
| 2003  | Q1               | Wayne Black       | —                        | —                        | —               | —              | —               | —                |

N.B. : à droite du résultat se trouve le nom de l'ultime adversaire.

## Coupe Davis
Entraineur de l'équipe de France de Coupe Davis de 2009 à 2015.

## Distinction
Lionel Roux a obtenu le Prix Bourgeon lors des Internationaux de France de tennis 1994.